# Lakebossen en Munkebossen
Lakebossen en Munkebossen is een ankerplaats nabij de tot de West-Vlaamse gemeente Oostkamp behorende plaats Ruddervoorde en de tot de gemeente Wingene behorende plaatsen Wingene en Zwevezele in het Landschapspark Bulskampveld.
Het betreft een voormalig gebied van woeste gronden, op een rug tussen beken, dat in de 18e eeuw ontgonnen werd en beplant met bos. Het gebied wordt doorkruist door kaarsrechte dreven. In de loop der volgende eeuwen werd een deel van het bos in landbouwgebied omgezet.
De Munkebossen zijn Europees beschermd als Natura 2000)gebied.
In het gebied zijn diverse kastelen aanwezig, namwelijk Kasteel Lakenbossen, Kasteel Raepenburg, Kasteel Munkengoed en het -voormalige- Kasteel Zorgvliet.